# Peter J. Ratcliffe
Peter John Ratcliffe FRS, (Morecambe, 14 mei 1954) is een Brits nefroloog en hoogleraar aan de Universiteit van Oxford. In 2019 kreeg hij samen met William Kaelin Jr. en Gregg L. Semenza de Nobelprijs voor Fysiologie of Geneeskunde voor hun ontdekkingen van hoe cellen voelen en zich aanpassen aan de beschikbaarheid van zuurstof. Ratcliffe ontdekte dat in alle cellen van het menselijk lichaam, en in alle dieren op aarde, zelfs die zonder hart of bloedvaten, er een systeem is dat de toevoer van zuurstof meet en regelt. Het is een enzymsysteem dat een eiwit zelf labelt met zuurstof – de hypoxie-induceerbare factoren (HIF).

## Biografie
Ratcliffe werd geboren in de Britse plaats Morecambe (Graafschap Lancaster) als zoon van William en Alice Margaret Ratcliffe. Van 1965 tot 1972 bezocht hij de Lancaster Royal Grammar School. In 1972 won hij een studiebeurs voor het Gonville and Caius College in Cambridge dat hem in staat stelde om geneeskunde te studeren aan de Universiteit van Cambridge.
In 1978 behaalde hij met lof zijn Bachelor of Medicine, Bachelor of Surgery (MB ChB) aan de Queen Mary-universiteit in Londen. Aansluitend studeerde hij nefrologie aan de Oxford-universiteit, met de focus op nier-zuurstofgeneratie. Hij behaalde in 1978 een hogere medische mastergraad aan de Universiteit van Cambridge.
In 1990 ontving Ratcliffe een Wellcome Trust Senior Fellowship om cellulaire reacties op hypoxie te bestuderen vanuit lage zuurstofniveaus in het bloed. Van 1992 tot 2004 was hij Senior Research Fellow in Clinical Medicine aan Jesus College, Oxford. In 2002 werd Ratcliffe toegelaten tot de Academy of Medical Sciences en werd het jaar daarop benoemd tot Nuffield-professor en hoofd van de afdeling Nuffield of Clinical Medicine in Oxford.

## Onderzoek
Ratcliffe vestigde in 1989 een laboratorium in Oxfords Nutfield-faculteit van geneeskunde om de regulatie van het hormoon erytropoëtine (EPO) te verkennen, een hormoon die door de nieren wordt vrijgegeven en verantwoordelijk is voor het stimuleren van de productie van rode bloedcellen. Hij onderzocht het mechanisme hoe de nieren hypoxie (zuurstoftekort) in het bloed detecteren voor de aanmaak van EPO. Uit dit onderzoek ontdekte Ratcliffe dat EPO-productie niet alleen in de nieren plaatsvindt, maar ook in alle lichaamsorganen. Hij vond dat cellen van deze organen de EPO-productie kunnen activeren bij een tekort aan zuurstof.
Voortbordurend op deze ontdekking slaagde de onderzoeksgroep onder leiding van Ratcliffe, tezamen met de gezamenlijke studie met William Kaelin en Gregg Semenza, erin te onthullen hoe cellen een gedetailleerde volgorde van gebeurtenissen toepassen om zuurstofniveaus in het bloed waar te nemen. Een belangrijke stap was de binding van VHL-eiwitten aan hypoxie-induceerbare factoren (HIF-1), een transcriptiefactor die het uiteindelijke EPO-gen activeert. Ratcliffe ontdekte dat het VHL-eiwit kan binden aan een hydroxylatie-residu van HIF wanneer er voldoende zuurstof aanwezig is, wat uiteindelijk leidt tot de vernietiging van HIF-1. Echter bij een zuurstoftekort kan VHL niet langer aan HIF-1 binden, waardoor HIF-1 aanwezig blijft en het EPO-gen activeert. Dit proces stelt een lichaam in staat om snel te reageren op hypoxie.
Veel kankertumoren schakelen ook dit mechanisme in, wat hen in staat stelt om nieuwe bloedvaten te creëren om hun groei in stand te houden. Het begrijpen van de moleculaire route van EPO-productie uit hypoxie heeft intussen geleid tot de ontwikkeling van nieuwe geneesmiddelen die de binding van VHL aan HIF-1 blokkeren, om zo patiënten te helpen met bloedarmoede en nierfalen.

## Erkenning
Ratcliff heeft een aantal prijzen en onderscheidingen in ontvangst mogen nemen voor zijn werk op het gebied van hypoxie, waaronder:
- Louis-Jeantet Prize for Medicine (2009
- Canada Gairdner International Award (2010)
- Lasker Award (2016, samen met Kaelin en Semenza)
- Buchanen-medaile (2027) van de Royal Society
- Massey Prize (2018, met Kaelin)

In 2014 werd hij geridderd tijdens de New Year Honours voor zijn verdiensten in de klinische geneeskunde.
1901: Behring · 
1902: Ross · 
1903: Finsen · 
1904: Pavlov · 
1905: Koch · 
1906: Golgi, Ramón y Cajal · 
1907: Laveran · 
1908: Mechnikov, Ehrlich · 
1909: Kocher · 
1910: Kossel · 
1911: Gullstrand · 
1912: Carrel · 
1913: Richet ·
1914: Bárány · 
1919: Bordet · 
1920: Krogh · 
1922: Hill, Meyerhof · 
1923: Banting, Macleod · 
1924: Einthoven ·
1926: Fibiger · 
1927: Wagner-Jauregg · 
1928: Nicolle · 
1929: Eijkman, Hopkins · 
1930: Landsteiner · 
1931: Warburg · 
1932: Sherrington, Adrian · 
1933: Morgan · 
1934: Whipple, Minot, Murphy · 
1935: Spemann · 
1936: Dale, Loewi · 
1937: Szent-Györgyi · 
1938: Heymans · 
1939: Domagk · 
1943: Dam, Doisy · 
1944: Erlanger, Gasser · 
1945: Fleming, Chain, Florey · 
1946: Muller · 
1947: C. Cori, G. Cori, Houssay · 
1948: Müller · 
1949: Hess, Moniz · 
1950: Kendall, Reichstein, Hench · 
1951: Theiler · 
1952: Waksman · 
1953: Krebs,Lipmann ·
1954: Enders, Weller, Robbins · 
1955: Theorell · 
1956: Cournand, Forssmann, Richards · 
1957: Bovet · 
1958: Beadle, Tatum, Lederberg · 
1959: Ochoa, Kornberg · 
1960: Burnet, Medawar · 
1961: Békésy · 
1962: Crick, Watson, Wilkins · 
1963: Eccles, Hodgkin, Huxley · 
1964: Bloch, Lynen · 
1965: Jacob, Lwoff, Monod · 
1966: Rous, Huggins · 
1967: Granit, Hartline, Wald · 
1968: Holley, Khorana, Nirenberg · 
1969: Delbrück, Hershey, Luria · 
1970: Katz, Euler, Axelrod · 
1971: Sutherland · 
1972: Edelman, Porter · 
1973: Frisch, Lorenz, Tinbergen · 
1974: Claude, De Duve, Palade · 
1975: Baltimore, Dulbecco, Temin ·
1976: Blumberg, Gajdusek · 
1977: Guillemin, Schally, Yalow · 
1978: Arber, Nathans, Smith · 
1979: Cormack, Hounsfield · 
1980: Benacerraf, Dausset, Snell · 
1981: Sperry, Hubel, Wiesel · 
1982: Bergström, Samuelsson, Vane · 
1983: McClintock · 
1984: Jerne, Köhler, Milstein · 
1985: Brown, Goldstein · 
1986: Cohen, Levi-Montalcini · 
1987: Tonegawa · 
1988: Black, Elion, Hitchings · 
1989: Bishop, Varmus · 
1990: Murray, Thomas · 
1991: Neher, Sakmann · 
1992: Fischer, Krebs · 
1993: Roberts, Sharp · 
1994: Gilman, Rodbell · 
1995: Lewis, Nüsslein-Volhard, Wieschaus · 
1996: Doherty, Zinkernagel · 
1997: Prusiner · 
1998: Furchgott, Ignarro, Murad · 
1999: Blobel · 
2000: Carlsson, Greengard, Kandel ·
2001: Hartwell, Hunt, Nurse · 
2002: Brenner, Horvitz, Sulston · 
2003: Lauterbur, Mansfield · 
2004: Axel, Buck · 
2005: Marshall, Warren ·
2006: Fire, Mello ·
2007: Capecchi, Smithies, Evans ·
2008: Zur Hausen, Barré–Sinoussi, Montagnier ·
2009: Blackburn, Greider, Szostak ·
2010: Edwards ·
2011: Beutler, Hoffmann, Steinman ·
2012: Gurdon, Yamanaka ·
2013: Rothman, Schekman, Südhof ·
2014: O'Keefe, Moser, Moser ·
2015: Campbell, Omura, Tu ·
2016: Osumi ·
2017: Hall, Rosbash, Young ·
2018: Allison, Honjo ·
2019: Kaelin, Ratcliffe, Semenza ·
2020: Alter, Houghton, Rice ·
2021: Julius, Patapoutian ·
2022: Pääbo ·
2023: Karikó, Weissman ·
2024: Ambros, Ruvkun